# Hostages of Ayatollah
Hostages of Ayatollah est un groupe punk hardcore allemand, originaire de Velbert.

## Histoire
Le groupe se forme en 1981 et donne son premier concert en 1982. Hostages of Ayatollah publie sa première démo Aha en 1983. Un an plus tard sort son premier single Hallo Nachbar. le groupe a joué de nombreux concerts, jusqu'en 1986, quand il édite le LP Kaaba Kaaba Hey. Malgré son succès, le groupe se sépare un temps.
Le groupe revient en 1987. Il change de style et chante des textes en anglais. Le LP Simply Too Much Nothing ne satisfait pas les fans de la première période. En outre, le bassiste Micha a à maintes reprises des problèmes de drogue, ce qui a finalement conduit à la dissolution finale du groupe en 1989.
Le guitariste Jacho sous le nom de Johnny Bottrop fonde le groupe punk Terrorgruppe puis The Bottrops. Le batteur Torso devient membre de Carnival of Souls.
Hostages Of Ayatollah publie, dédiée à Micha décédé en Inde en 2004, AntHOAlogy, un CD et DVD.

## Discographie
- 1983 : …Aha (démo, autoproduction)
- 1984 : Hallo Nachbar (EP, autoproduction)
- 1986 : Kaaba Kaaba Hey (Split-Album avec Manson Youth, Zorro Records)
- 1988 : Simply Too Much Nothing (Album, Econo Records)
- 2009 : AntHOAlogy (Compilation avec bonus DVD, X-Mist Records/Plastic Bomb)

## Source de la traduction
- (de) Cet article est partiellement ou en totalité issu de l’article de Wikipédia en allemand intitulé « Hostages Of Ayatollah » (voir la liste des auteurs).